# Tanaz Eshaghian

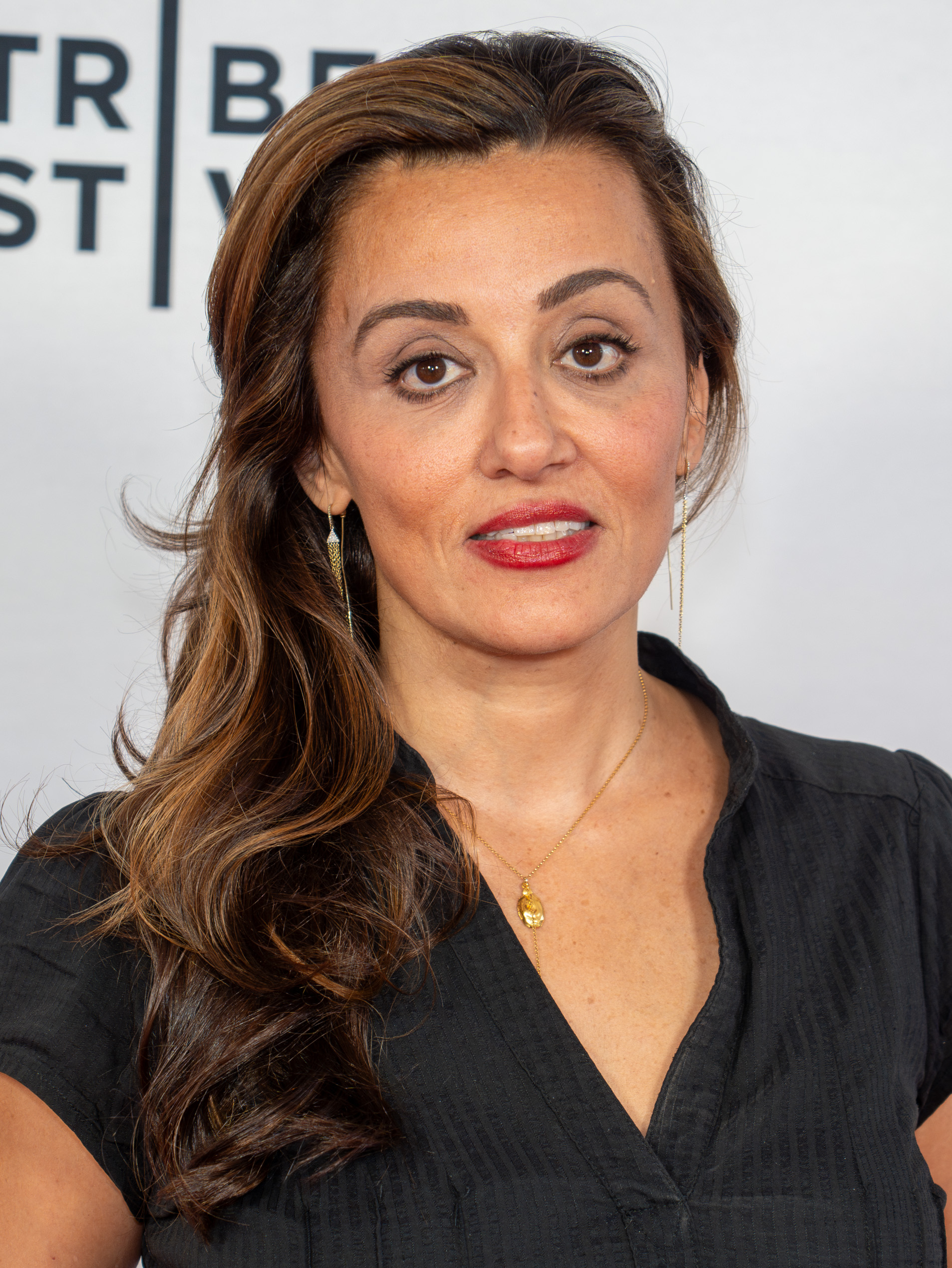
Tanaz Eshaghian (2025)

Tanaz Eshaghian (persisch طناز اسحاقيان‎; * 8. September 1974 in Iran) ist eine US-amerikanische Filmregisseurin.

## Leben
Nach ihrer Schulzeit in Iran studierte Eshaghian in Providence an der Brown University, an der sie 1996 in Journalistik graduierte. Nach dem Studium drehte sie in den 2000er Jahren verschiedene Filme. Für den Film Be Like Others erhielt sie 2008 den Teddy Award sowie den Amnesty International Film Prize.

## Werke (Auswahl)
- 2002: I Call Myself Persian
- 2003: From Babylon to Beverly Hills: The Exodus of Iran’s Jews
- 2008: Be Like Others

## Auszeichnungen und Preise (Auswahl)
- 2008: Teddy Award, für Be Like Others
- 2008: Amnesty International Film Prize, für Be Like Others